# Герб Царичанського району
Герб Царича́нського райо́ну — офіційний символ Царичанського району Дніпропетровської області, затверджений 29 березня 2004 року чотирнадцятою сесією Царичанської районної ради двадцять четвертого скликання.

## Опис
Герб Царичанського району являє собою щит у формі чотирикутника з дугою в основі, пересічений горизонтальною ламаною лінією на дві частини. Ця лінія жовтого кольору з чорною смужкою посередині має форму редуту, земляного укріплення української укріпленої лінії, яка проходила територією сучасної Царичанщини у 30-60-х роках XVIII ст.
Верхня частина герба розсічена на дві однакові частини. Ліва має блакитний колір і зображення орла, який у лапах тримає дві перехрещені стріли. Блакитний колір символізує надію людей на добробут і краще життя, чисте приорільське небо, води р. Оріль і каналу «Дніпро-Донбас», а також мінеральну воду «Царичанську». Орел запозичений з печатки орільської паланки, адміністративно-територіального утворення на землях Війська Запорізького низового XVIII ст. Частина лівобережних поорільських земель сучасного Царичанського району входила в той час до її складу.
Права частина герба — зелена із зображенням оленя у стрибку. Зелений колір символізує ліси і луки Приорілля та чотирьохсотгектарну заповідну лісову зону на горі Калитва, озеленену стараннями бригади під керівництвом П. Т. Бутенка. Зображення оленя запозичено з печатки Протовчанської паланки, в яку у XVIII ст. входила частина лівобережних поорільських земель сучасного Царичанського району.
Нижня частина герба має червоний колір, який символізує багатовікову боротьбу наших предків за право вільно жити і працювати на своїй землі і кров, пролиту в цій боротьбі.
Два снопи пшениці, переплетені трикольоровою стрічкою символізують хліборобську сутність життя людей Приорілля в минулому, сучасному і майбутньому. Кольори стрічки збігаються з кольорами герба — блакитний, червоний, зелений.